# Svendborg Vest Station
Svendborg Vest Station er en station på Svendborgbanen, og ligger i den vestlige del af Svendborg på Sydfyn. Udover at betjene beboerne i bydelen, benyttes stationen også af studerende ved Svendborg Gymnasium, afdelinger af Svendborg Erhvervsskole og en afdeling af den maritime uddannelsesinstitution SIMAC (Svendborg International Maritime Academy).

## Togforbindelser
Stationen betjenes på hverdage, uden for myldretiden med:
- 2 tog pr. time mod Odense
- 2 tog pr. time mod Svendborg